# انقلاب ۱۹۰۵ روسیه
انقلاب ۱۹۰۵ روسیه (۲۲ ژانویه ۱۹۰۵ تا ۱۶ ژوئیه ۱۹۰۷) موجی از ناآرامی‌های سیاسی مردمی در بخش‌های وسیعی از امپراتوری روسیه بود. این انقلاب سبب شد تا تزار نیکلای دوم به تبدیل حکومت روسیه از استبداد به سلطنت مشروطه تن دهد.

## پیش‌زمینه‌ها

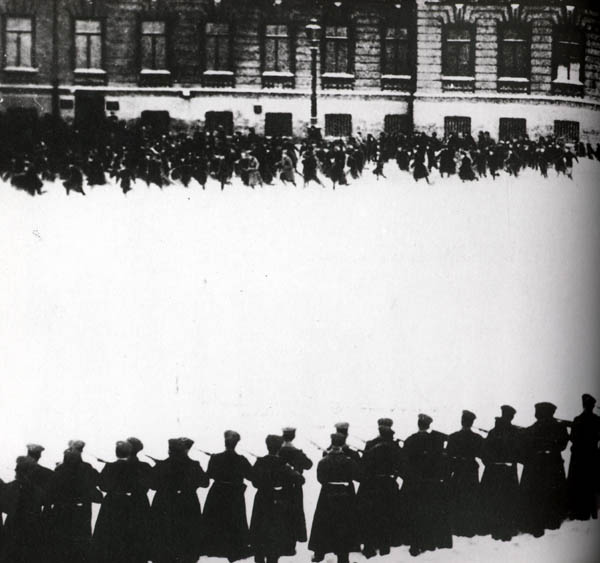
انقلاب ۱۹۰۵ روسیه

از چندین سال پیش از ۱۹۰۵ و به ویژه پس از جنگ تحقیرآمیز روسیه و ژاپن (۱۹۰۴ تا ۱۹۰۵)، گروه‌های گوناگون اجتماعی، نارضایتی خود را از سیستم اجتماعی، اقتصادی و سیاسی روسیه نشان دادند. اعتراضات آن‌ها شامل سخنرانی‌های باز، اعتصاب‌های کارگران، شورش‌های دانشجویی و تروریسم می‌شد.

## یکشنبه خونین
این تلاش‌ها، بیشتر توسط اتحادیه آزادی‌خواهی هماهنگ می‌شد. کشتار مردم شرکت‌کننده در یک تظاهرات مسالمت‌آمیز در نزدیکی کاخ زمستانی در سن پترزبورگ، در یکشنبه خونین (۲۲ ژانویه ۱۹۰۵)، سبب به اوج رسیدن تاآرامی‌ها شد. در آن روز چند هزار نفر از کارگران اعتصابی روسیه برای تقدیم یک عریضه به تزار در تظاهراتی آرام و با خواندن سرودهای مذهبی (همچون «خداوند تزار را حفظ کند») به سمت کاخ تزار حرکت کردند. در این عریضه درخواست‌هایی همچون بهبود شرایط کار، دستمزدهای عادلانه‌تر و کاهش ساعات کار به هشت ساعت و نیز پایان دادن به جنگ روسیه و ژاپن و نیز اعمال حق رأی عمومی مطرح شده‌بود. پیش‌زمینه این تظاهرات به یک ماه قبل از آن مربوط می‌شد یعنی زمانی که ۸۰ هزار نفر در شهر مسکو دست به اعتصاب زدند و پایتخت از برق و روزنامه محروم شده‌بود.
سازمان‌دهنده این تظاهرات، یک کشیش به نام گئورکی گاپون بود که به بهبود وضعیت اسفناک کارگران علاقه نشان می‌داد. بعدها وی از روسیه فرار کرد و سال‌ها بعد در نزد دوستی اعتراف کرد که با پلیس مخفی روسیه تزاری همکاری داشته‌است. وی توسط همان دوست به قتل رسید. طرفداران گاپون از همان ابتدا افراد جمعیت را بازرسی بدنی کرده بودند تا کسی سلاح همراه نداشته باشد و تظاهرات و تقدیم عریضه در آرامش انجام شود. مطابق آمار دولتی در این رویداد ۹۴ نفر کشته شدند اما مخالفین تزار تعداد کشته‌شدگان را چهار هزار نفر اعلام کردند. برخی دیگر گفته‌اند که در این روز یک‌هزار نفر به قتل رسیدند.
واقعه یکشنبه خونین باعث شد، تا دیدگاهی که بسیاری از مردم فرودست روسیه نسبت به تزار داشتند و به او به چشم یک «پدر مهربان» نگاه می‌کردند از بین رفت و جای خود را به درگیری رودررو میان مردم و حکومت تزاری داد. پس از یکشنبه خونین، مبارزه با حکومت تزاری در روسیه شدت گرفت.

## گسترش انقلاب

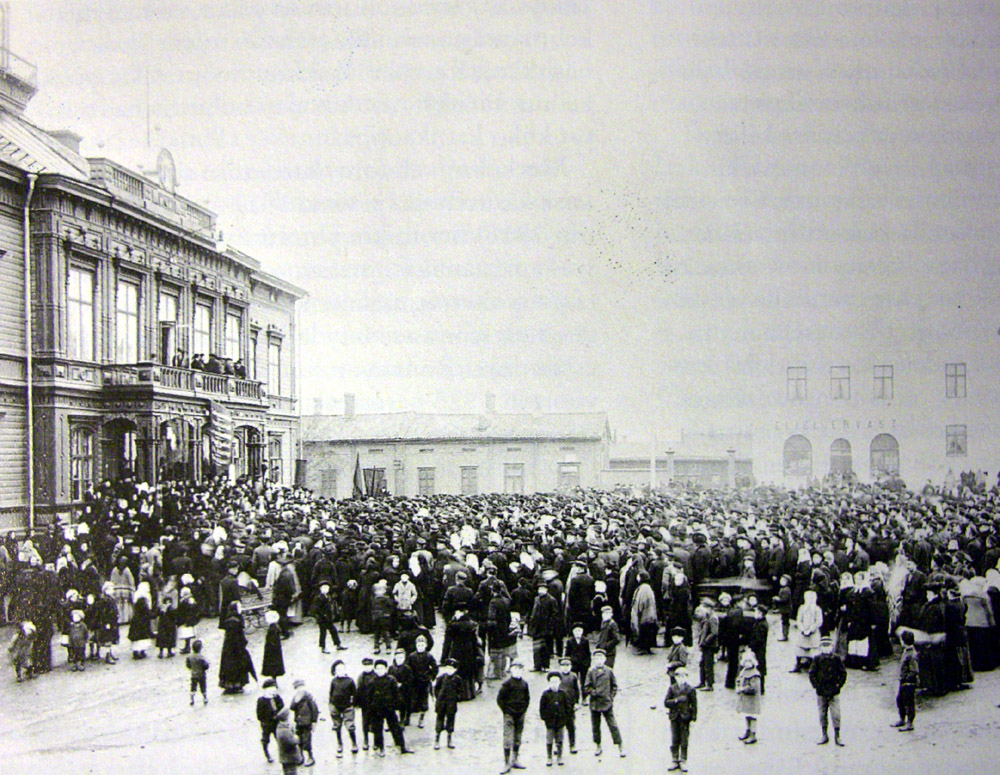
تظاهرات در یاکوبستاد، فنلاند

در پی آن، در سن پترزبورگ و سایر مراکز بزرگ صنعتی، اعتصاب عمومی شکل گرفت. در واکنش به اعتصاب‌ها، نیکلای دوم در ماه فوریه ۱۹۰۵ اعلام کرد که قصد دارد یک مجلس مشورتی منتخب مردم، ایجاد کند. اما این پیشنهاد رضایت کارگران، دهقانان (که قیامشان در حال گسترش بود)، و حتی لیبرالهای زمستووها (Zemstvo) (ارگان‌های دولت محلی) و حرفه‌ها را که در آوریل خواهان تشکیل مجلس مؤسسان شده بودند فراهم نکرد. لیبرال‌ها، طبقه متوسط و تحصیل‌کرده را نمایندگی می‌کردند که خواهان قانون اساسی و اصلاحات اجتماعی بودند.
پس از آن، شورش به بخش‌های غیرروسی امپراتوری، به خصوص به لهستان، فنلاند، استان‌های بالتیک و گرجستان گسترش یافت؛ جاهایی که جنبش‌های ناسیونالیستی موجب تقویت آن می‌شد. در برخی مناطق قیام با مخالفت خشونت‌آمیز صدهای سیاه (Black Hundreds) مواجه شد که به سوسیالیستها حمله و یهودیان را مورد آزار قرار می‌دادند. اما گروه‌هایی از نیروهای مسلح به انقلابیون پیوستند: یگان‌های ارتش که در کنار راه‌آهن سراسری سیبری مستقر بودند، به انقلابیون پیوستند. در ماه ژوئن ۱۹۰۵، خدمه رزم‌ناو پوتمکین در لنگرگاه اودسا رزم‌ناو را در کنترل خود گرفتند. فرمان دولت در تاریخ ۶ اوت ۱۹۰۵ که فرایندهای انتخاباتی مجلس مشورتی را اعلام می‌کرد، حتی موجب اعتراض‌های بیشتر شد. این اعتراض‌ها در سپتامبر ۱۹۰۵ باز هم افزایش یافت.

## مانیفست اکتبر

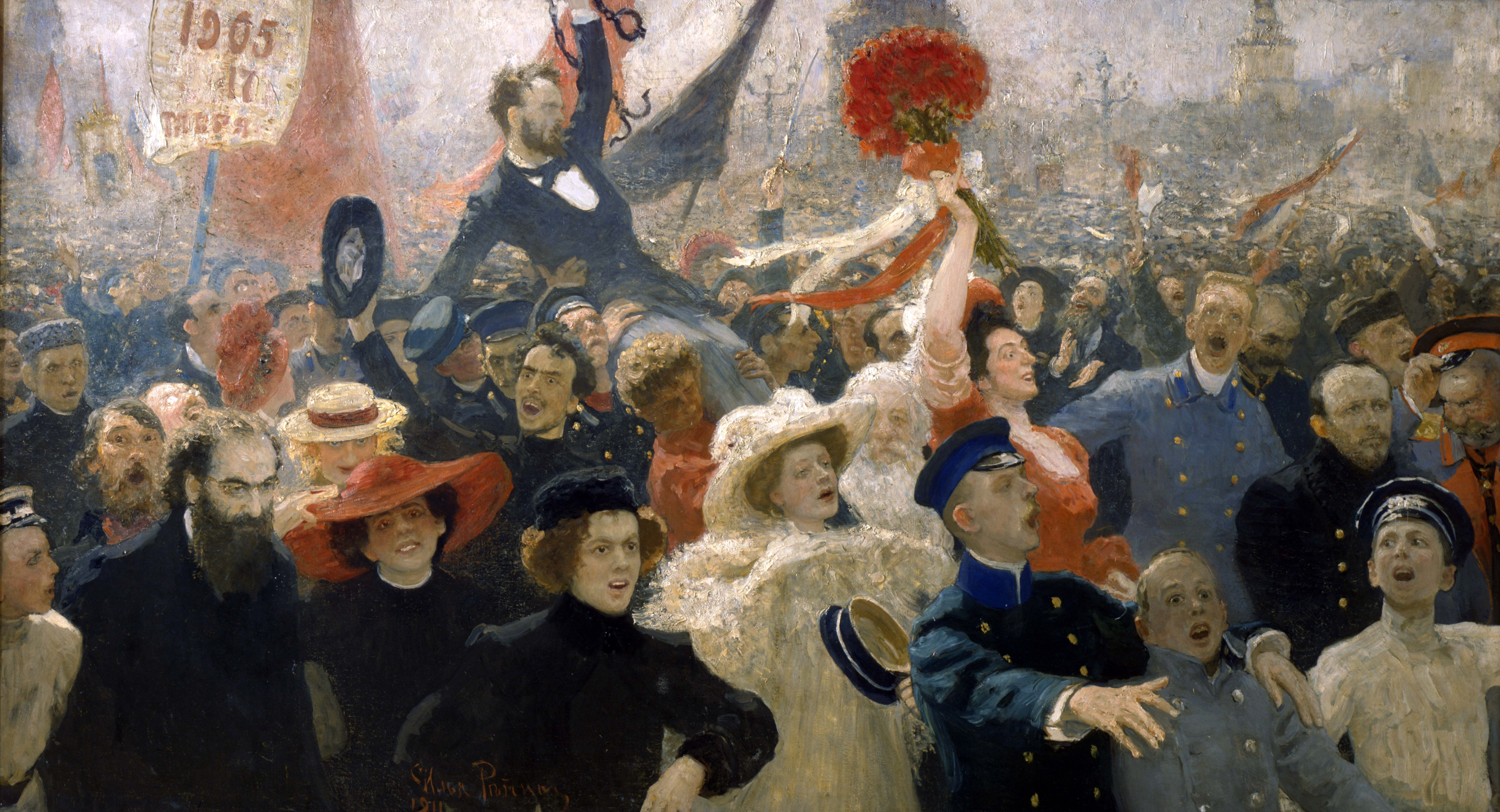
به‌خیابان‌آمدن مردم در مسکو برای شادی به دنبال صدور مانیفست ۱۷ اکتبر ۱۹۰۵ به امضای نیکلای دوم، اثر ایلیا رپین

اولین شورای کارگران، یا «سویت» (soviet)، که به عنوان کمیته اعتصاب عمل می‌کرد، در ایوانوفو تشکیل شد. در ۱۳ اکتبر ۱۹۰۵ میلادی، سویت دیگری در سن پترزبورگ تشکیل شد. در ابتدا این سویت‌ها، اعتصاب‌های عمومی را رهبری می‌کردند؛ اما پس از آنکه حزب سوسیال دموکرات کارگری روسیه به آنها پیوست، شکل یک دولت انقلابی را به خود گرفت. سویت‌های مشابهی نیز در شهرهای مسکو، اودسا و دیگر شهرها تشکیل شد.
بزرگان اعتصاب، نیکلای دوم را مجبور پذیرش به یک‌سری از خواسته‌های مردم کردند. در پی مشورت با سرگی ویته، او در تاریخ ۱۷ اکتبر ۱۹۰۵ میلادی، مانیفست اکتبر را صادر کرد، که وعده قانون اساسی و تأسیس مجلس قانونگذاری منتخب (دوما) را می‌داد. او همچنین سرگئی ویته را به سمت رئیس شورای وزیران (نخست‌وزیر) منصوب کرد.
این امتیازات خواسته‌های اپوزیسیون رادیکال برای ایجاد یک جمهوری را برآورده نمی‌کرد. انقلابی‌ها تسلیم نشدند؛ حتی لیبرالها از مشارکت در دولت سرگئی ویته سرباز زدند. اما برخی میانه‌روها، راضی بودند و بسیاری از کارگران، با تفسیر مانیفست اکتبر به عنوان یک پیروزی، به سر کار خود بازگشتند. این برای شکستن ائتلاف اپوزیسیون (مخالفان) کافی بود و موجب تضعیف سویت سن‌پترزبورگ شد.

## دستگیری و سرکوب انقلابی‌ها
حکومت تزاری در نوامبر ۱۹۰۵ میلادی، رئیس سویت، خروستالو نوسار منشویک، لئون تروتسکی بلشویک و دیگران را دستگیر کرد. حکومت تزاری سرانجام در ۳ دسامبر ۱۹۰۵ ساختمان سویت را اشغال کرد. اما در مسکو یک اعتصاب عمومی جدید اعلام شد. حصارهایی برپاشد و زدوخوردهایی در خیابان‌ها به وجود آمد. در فنلاند با حذف برخی قوانین منفور اوضاع به حالت عادی برگشت اما برای کنترل لهستان، استان‌های بالتیک و گرجستان نیروهای ویژه نظامی اعزام شدند که به خصوص در آن‌ها سرکوب شورش‌ها خونین بود. با شروع سال ۱۹۰۶ میلادی، حکومت تزاری کنترل راه‌آهن سراسری سیبری را در دست گرفت، و شورش‌ها را مهار کرد.

## نتایج انقلاب
این انقلاب در جایگزینی استبداد تزاری با جمهوری دموکراتیک یا حتی فراخوانی مجلس مؤسسان ناموفق بود و اکثر رهبران انقلاب بازداشت شدند. همچنین تقاضا برای دموکراسی کامل مقننه، توزیع زمین بین دهقانان، و پیشرفت اساسی در زندگی کارگران صنعتی برآورده نشد. با این حال این انقلاب، رژیم تزاری را مجبور به اصلاحات گسترده‌ای کرد که مهم‌ترین آن‌ها قانون‌های بنیادی (۱۹۰۶) بود که به عنوان قانون اساسی عمل می‌کرد. ایجاد دوما نیز از دستاوردهای این انقلاب بود که موجب توسعه احزاب و فعالیت‌های قانونی احزاب شد. اگرچه قدرت تزار همچنان گسترده باقی‌ماند، اما با ایجاد دوما، قانونی‌شدن احزاب سیاسی و اعطای حقوق مدنی مانند آزادی بیان و آزادی تجمع، استبداد سنتی محدود شد. سپس حکومت تزاری راه‌هایی را برای تضعیف این دستاوردها یافت.
از آن‌جا که خواسته‌های اصلی مردم، یعنی دموکراسی کامل، زمین برای دهقانان و رفاه برای کارگران برآورده نشد، به تدریج صحنه برای انقلاب ۱۹۱۷ روسیه فراهم شد. در انقلاب ۱۹۱۷ روسیه، سویت‌های ۱۹۰۵ نقش محوری بازی کردند.